# Хагеу (Клуж)
Хагеу (рум. Hagău) — село у повіті Клуж в Румунії. Входить до складу комуни Кетіна.
Село розташоване на відстані 306 км на північний захід від Бухареста, 42 км на схід від Клуж-Напоки.

## Населення
За даними перепису населення 2002 року у селі проживали 245 осіб.
Національний склад населення села:
| Національність | Кількість осіб | Відсоток |
| -------------- | -------------- | -------- |
| румуни         | 207            | 84,5%    |
| угорці         | 37             | 15,1%    |

Рідною мовою назвали:
| Мова      | Кількість осіб | Відсоток |
| --------- | -------------- | -------- |
| румунська | 216            | 88,2%    |
| угорська  | 29             | 11,8%    |